# Surf's Up (singolo The Beach Boys)
Surf's Up è un brano musicale dei Beach Boys composto da Brian Wilson per la musica e da Van Dyke Parks per il testo. La canzone era stata concepita per essere inserita nell'abortito album Smile, iniziato nel 1966 ma lasciato incompiuto nel 1967. In seguito il brano venne rielaborato ed utilizzato come title track per l'omonimo album Surf's Up dei Beach Boys pubblicato nel 1971, dal quale fu estratto come singolo. La canzone, una malinconica ballata tra le più celebri fra quelle di Wilson e del gruppo, apparve anche come decima traccia del disco Brian Wilson Presents Smile del 2004, e in altre diverse versioni nel cofanetto The Smile Sessions del 2011.

## Il brano

### Origine
Surf's Up fu la seconda canzone composta insieme da Brian Wilson e Van Dyke Parks. Fu composto come un pezzo in due movimenti, la maggior parte in una notte mentre entrambi erano sotto l'effetto di psicofarmaci, e originariamente pensato per l'album Smile dei Beach Boys. In un articolo del 1969 da lui scritto, l'ex assistente personale di Wilson Michael Vosse affermò che Surf's Up doveva essere la traccia conclusiva dell'album. Il biografo Byron Preiss scrisse che il brano era stato concepito come parte della suite The Elements ed era stato "brevemente considerato" per essere abbinato a Love to Say Dada.
Secondo Parks, la canzone non ebbe un titolo fino a quando i membri della band non tornarono da un tour in Gran Bretagna nel novembre 1966. Egli disse di aver visto Dennis Wilson lamentarsi del fatto che il pubblico britannico del gruppo li avesse ridicolizzati per i loro abiti di scena con le magliette a righe, cosa che lo ispirò a scrivere le ultime righe della canzone e a suggerire a Brian di intitolare il pezzo Surf's Up. Tuttavia, i documenti della American Federation of Musicians indicano che la canzone aveva già ricevuto il suo titolo prima che il gruppo tornasse dal tour nel Regno Unito.
C'è un debole senso di stabilità tonale in tutto il pezzo; l'analisi del musicologo Philip Lambert indica che la composizione potrebbe contenere fino a sette modulazioni di tonalità. Wilson commentò che il primo accordo era di settima minore, "a differenza della maggior parte delle nostre canzoni, che si aprono su una tonalità maggiore – e da lì hanno iniziato a crescere e divagare".
Il secondo movimento è in gran parte costituito da un pianoforte solista e da un'esibizione vocale di Wilson.

### Testo
Il testo di Surf's Up fa riferimento ad artefatti del periodo patrizio, come collane di diamanti, binocoli da teatro e carrozze trainate da cavalli. Cita i titoli dei racconti La collana di diamanti di Guy de Maupassant e Il pozzo e il pendolo di Edgar Allan Poe. Il testo affronta anche temi legati all'infanzia e a Dio, simili ad altre canzoni scritte per Smile (Wonderful e Child Is Father of the Man). Il titolo è un gioco di parole che si riferisce al gruppo che si sta liberando della propria immagine. Nel surf, l'espressione "surf's up" significa che le condizioni delle onde sono buone, ma quando la frase compare nella canzone, viene usata per evocare l'immagine di uno tsunami.
Nell'articolo "Goodbye Surfing, Hello God" di Jules Siegel apparso nell'ottobre 1967 sulla rivista Cheetah, egli citò Wilson che aveva offerto una lunga spiegazione del testo della canzone. A quanto pare, il brano parla di "un uomo a un concerto" che viene sopraffatto dalla musica. «Columnated ruins domino» simboleggia il crollo di "imperi", "idee", "vite" e "istituzioni". Dopo il testo "sonda la città e sfiora lo sfondo" («canvas the town and brush the backdrop»), il protagonista della canzone parte "per la sua visione, per un viaggio". Poi soffre "di dolore" per "la sua stessa sofferenza e il vuoto della vita". Alla fine, trova la speranza e torna "alle maree, alla spiaggia, all'infanzia" prima di sperimentare "la gioia dell'illuminazione, di vedere Dio", che si manifesta in una canzone per bambini. Wilson concluse così il suo riassunto: «Certo, è una spiegazione molto intellettuale. Ma forse a volte bisogna fare qualcosa di intellettuale». Lo storico della musica Clinton Heylin suggerisce che Wilson abbia semplicemente ripetuto una spiegazione originariamente fornita da Parks.
Il cantautore Jimmy Webb interpretò la canzone come "una premonizione di quello che sarebbe successo alla nostra generazione e... alla nostra musica, che una grande tragedia, che non potevamo assolutamente immaginare, stava per abbattersi sul nostro mondo." Lo studioso Larry Starr scrisse: "I testi poetici e allusivi di Van Dyke Parks articolano il passaggio da una condizione di disillusione nei confronti di una cultura decadente e materialista all'intuizione di una possibilità di speranza e rinnovamento. Tutto ciò è trasmesso attraverso un'abbondanza di riferimenti musicali e immagini. Lambert ha affermato che la canzone profetizza un ottimismo per coloro che sanno cogliere l'innocenza della giovinezza. Secondo il giornalista Domenic Priore, il brano è "un appello affinché l'establishment tenga conto della saggezza che emergeva dalla cultura giovanile nel 1966."

### Differenti versioni

#### 1966–67

##### Album studio
La musica di Surf's Up venne composta nel corso di una sola serata da Brian Wilson al pianoforte. Nel documentario Beautiful Dreamer: Brian Wilson and the Story of Smile, Wilson, interrogato da Van Dyke Parks sulle sensazioni che provò quando compose la musica di Surf's Up, rispose: «Sentii semplicemente tanto amore, una gran quantità d'amore, c'era tanto amore in giro all'epoca». Una traccia base completa per la prima sezione del brano (2:20) venne registrata e mixata nel novembre 1966, ma le tracce vocali definitive e le altre sovraincisioni dovevano ancora essere aggiunte, e il lavoro sulla sezione mediana del brano e la rifinitura non furono mai portate a termine. Il titolo Surf's Up era un implicito rimando ironico da parte dei due compositori, alle semplicistiche tematiche dei primi brani dei Beach Boys in stile surf music (sole, spiagge, mare, ragazze, ecc.).
La registrazione originale del brano non venne mai portata a termine. Una traccia base quasi completa per la prima sezione della canzone fu incisa tra la fine del 1966 e l'inizio del 1967 sotto la produzione di Brian Wilson, insieme ad altre voci e segmenti musicali sparsi, ma una versione finale del brano non venne mai completata. Anche se la seconda sezione della canzone contiene stralci del nastro demo del 1966–67, con Brian Wilson alla voce, la versione integrale del demo rimase inedita fino al 1993 quando venne inclusa nel cofanetto Good Vibrations: Thirty Years of The Beach Boys.

##### 1966 CBS News
Nel 1966 Brian Wilson venne filmato mentre eseguiva la canzone al pianoforte, e il filmato venne trasmesso nello speciale televisivo della CBS sulla musica pop intitolato Inside Pop: The Rock Revolution, presentato da Leonard Bernstein e diretto da David Oppenheim, ed andato in onda negli Stati Uniti il 26 aprile 1967. Fu David Oppenheim, che espresse in trasmissione la sua ammirazione per la canzone:
«C'è una nuova canzone, troppo complessa per essere capita al primo ascolto. Un brano così non poteva che scaturire dal fermento che caratterizza la scena musicale pop di oggi. Brian Wilson, leader dei famosi Beach Boys, ed oggi uno dei più importanti musicisti della nostra epoca, canterà la sua Surf's Up. Poetica, bellissima persino nella sua oscurità, Surf's Up è una delle tante cose nuove che accadono oggigiorno nella musica pop. Inoltre, è anche un simbolo dei cambiamenti che molti di questi giovani musicisti vedono nel loro futuro».

#### 1971
Una versione rimaneggiata e parzialmente completa di Surf's Up venne messa insieme da Carl Wilson per l'inclusione nell'omonimo album del 1971. Anche se la produzione del brano venne accreditata ai Beach Boys al completo, la gran parte del lavoro venne svolto dal solo Carl. La traccia del 1971 venne montata unendo insieme due principali tracce di base; Carl e la band registrarono nuove tracce vocali sopra le parti originali del 1966, montate poi insieme con il demo del 1966 di Brian che esegue la canzone al piano in solitaria, con una nuova traccia vocale principale e sovraincisioni strumentali nella sezione finale.
La seconda sezione («Dove nested towers...») contiene principalmente sovraincisioni vocali raddoppiate di Brian e il suono del pianoforte proveniente da un nastro prova del dicembre 1966 (non lo stesso demo che Brian eseguì per la CBS in TV), con l'aggiunta di sovraincisioni strumentali e vocali. La terza sezione combina la parte finale del demo di Brian con le sovraincisioni e altre varie aggiunte postume, con la strofa: «A children's song, have you listened as they play?» cantata da Al Jardine. Il finale del brano è mixato insieme ad un'altra traccia incompiuta dell'epoca di Smile, Child is the Father of the Man, che però è incerto definire se fosse stata intesa fin dall'inizio a questo scopo oppure se dovesse essere un brano compiuto indipendente.
Questa nuova versione della canzone fu anche pubblicata come singolo nel 1971 (Lato B: Don't Go Near the Water).

#### 2004
Nell'album del 2004 Brian Wilson Presents Smile, la personale versione di Smile ad opera di Brian Wilson, l'arrangiamento musicale di Surf's Up è molto simile a quello del 1971, ma con una maggiore nitidezza del suono ottenuta grazie alle moderne tecnologie di registrazione. L'arrangiamento vocale venne lievemente modificato nei registri più alti per permettere a Brian Wilson, che era all'epoca sessantaduenne, e aveva ormai una voce con un'estensione vocale ridotta rispetto al passato, di cantare la canzone. La parte venne riarrangiata per quanto riguarda le armonie, con voci aggiunte in sottofondo, consentendo così a Wilson di cantare in un tono di voce più basso.

#### 2011
Nel cofanetto The Smile Sessions, pubblicato dalla Capitol Records nel 2011, che attraverso i nastri originali ricostruisce filologicamente l'album perduto del '67, Surf's Up è stata pubblicata in svariate versioni:
- Surf's Up - 4:12
- Surf's Up 1967 (Solo version) – 4:09
- Surf's Up: 1st Movement (11/4/66) – 4:54
- Surf's Up: Talking Horns (11/7/66) – 3:42
- Surf's Up: Piano Demo (Master Take) (12/15/66) – 3:52
- Surf's Up (Session Excerpt and Stereo Mix) – 4:46